# Central Railroad of New Jersey

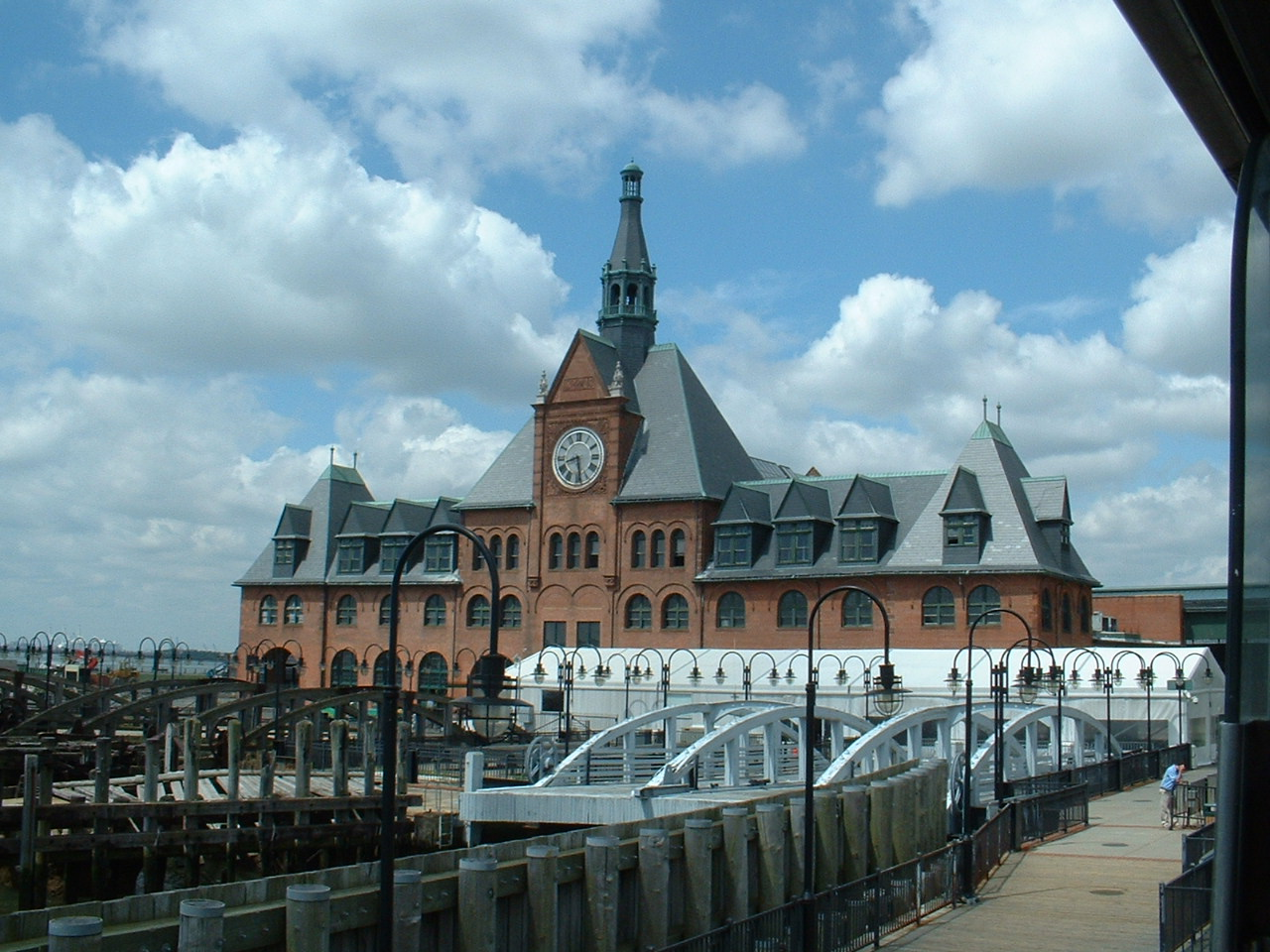
Communipaw Terminal i Jersey City

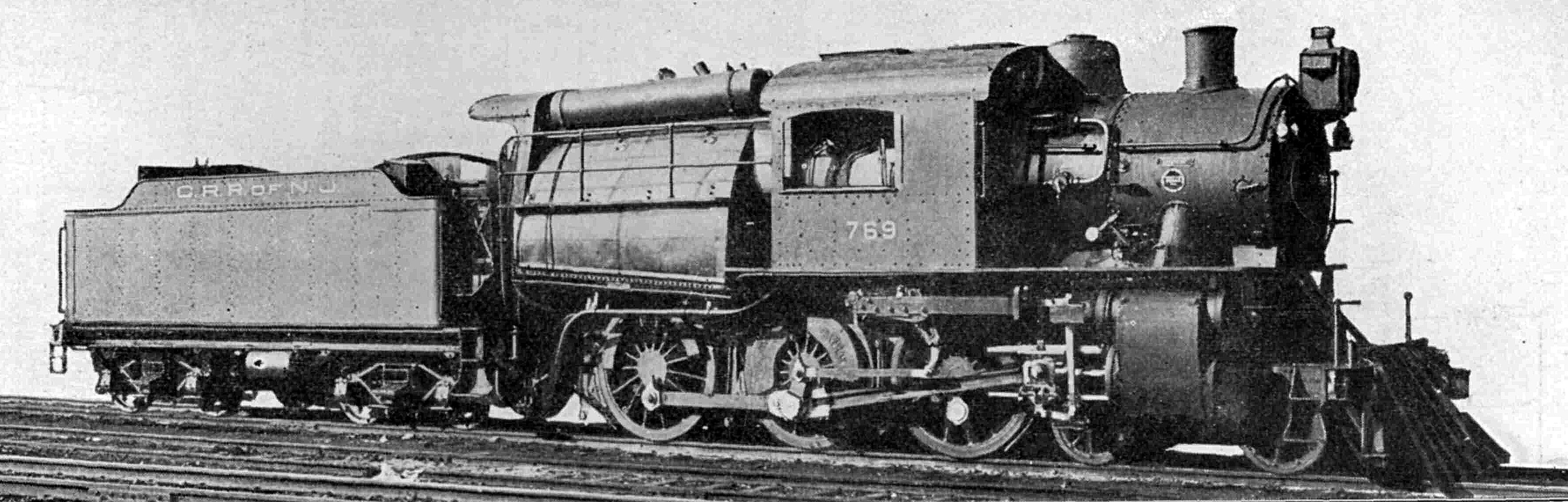
Ett CNJ lok byggt av Baldwin Locomotive Works 1920.

Central Railroad of New Jersey(CNJ), vanligen kallat Jersey Central Lines var ett stort järnvägsbolag i USA. Bolaget skapades 1839 och blev uppköpt 1976 av Conrail. Dess huvudlinje gick från Jersey City genom New Jersey till Phillipsburg och över Delawarefloden till Eatson och Scranton. Förgrneningsjärnvägar gick även in i södra New Jersey till Delawarebukten.
CNJ köptes upp av Phiadelphia and Reading Railway 1883. Även om köpet senare upphävdes fortsatte (P&R) ha en betydande influens över CNJ, och använda deras Communipaw Terminal i New York.